# Dieci, Arad
Dieci (în maghiară: Décse) este satul de reședință al comunei cu același nume din județul Arad, Crișana, România.

## Așezare
Localitatea Dieci este situată pe malul drept al Crișului Alb, în Depresiunea Gurahonț, pe partea dreaptă a Crișului Alb, la o distanță de 100 km față de municipiul Arad, 

## Istoric
Parohia Dieci este atestată documentar în anul 1692. La momentul respectiv se constituia dintr-o simplă biserică de lemn cu hramul Bunavestire, așezată pe Dâmbul de la Caznari.
Prima atestare documentară a localității Dieci datează din anul 1613. 

## Economia
Economia este una predominant agrară, cu ambele sectoare componente bine dezvoltate. Cea mai importanta resursă exploatabilă a subsolului este andezitul - rocă magmatică deosebit de întrebuințată în construcții.

## Tradiții populare
Băieții poartă o cămașă de in brodată la guler, mâneci și pe margini, izmene largi, un laibăr și pălărie. La fete îmbrăcămintea este compusă din spătoi și poale brodate, zadie cu cârpă de încins, cojoc și cârpă pe cap. 